# Адміністративний поділ Ісландії
В Ісландії існує кілька систем територіального розподілу країни. Зокрема сучасний адміністративний поділ Ісландії ділить країну на 8 статичних регіонів (ісл. landsvæði / héruð, англ. statistical regions), 6 виборчих округів (ісл. kjördæmi, англ. electoral constituencies) та 74 муніципалітетів (ісл. sveitarfélög, англ. municipalities).

## Сучасний адміністративний поділ

### Виборчі округи

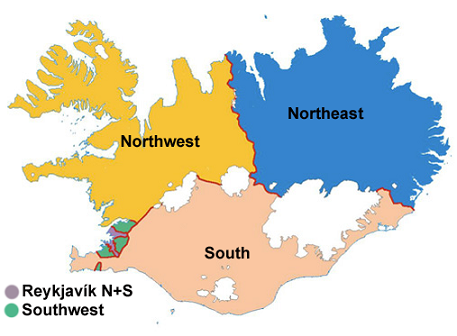
Мапа виборчих округів Ісландії

До 2003 року кожен регіон Ісландії був окремим виборчим округом, але після поправки до конституції кількість округів була зменшена до шести. Ця зміна була зроблена для того, щоб збалансувати вагу окремого голосу на виборах до Парламенту країни. Тому що, до цієї поправки голос на виборах з малонаселених районах країни мав набагато більшу вагу, ніж відданий у столиці. Дисбаланс між районами завдяки новій системі був зменшений, але як і раніше існує.

### Регіони

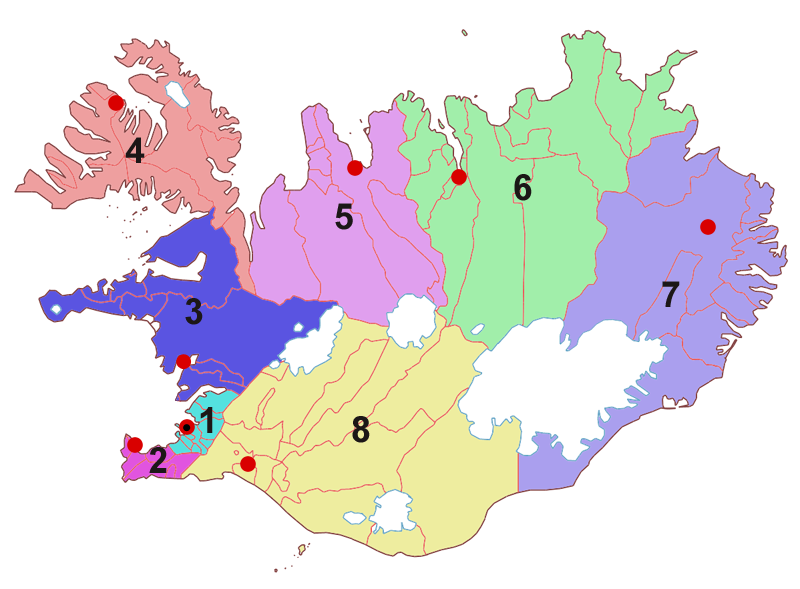
Мапа регіонів Ісландії

Ісландія поділена на вісім регіонів, які в основному використовуються для статистичних цілей.

### Муніципалітети

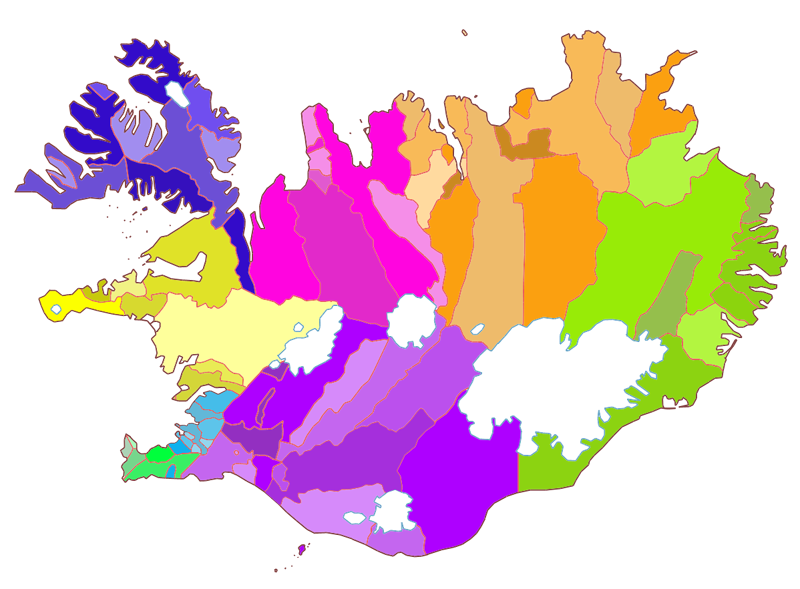
Мапа муніципалітетів Ісландії

Ісландія поділяється на 74 муніципалітети, які забезпечують ряд соціальних послуг для своїх жителів, та займаються управлінням дитячими садками, початковими школи, державним житлом, громадським транспортом, та іншими питаннями місцевого значення. Муніципалітети також регулюють зонування земель і можуть добровільно взяти на себе додаткові функції, якщо мають бюджет для цього. Автономія муніципалітетів гарантується конституцією Ісландії.

## Історичний адміністративний поділ

### Округи

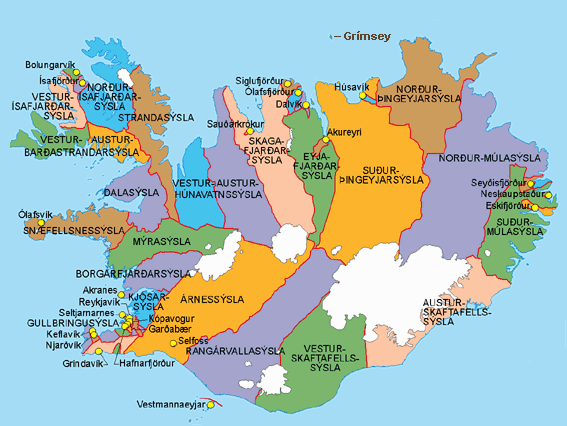
Мапа історичних округів Ісландії

Історично Ісландія була розділена на 23 окремих округи та 23 незалежних міста.

### Фартінги

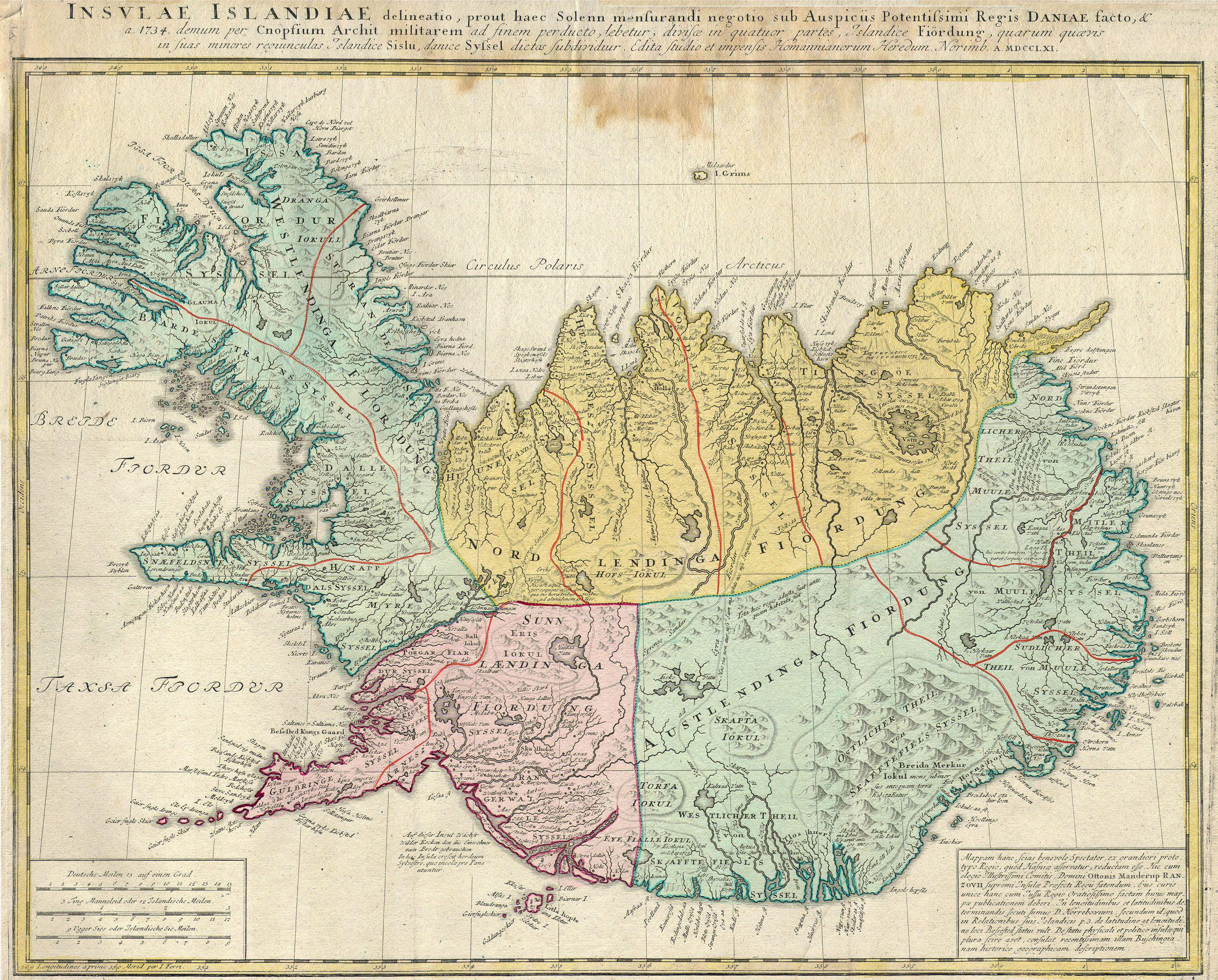
Мапа фартингів Ісландії

Історично Ісландія була поділена на фартінги, що були названі за сторон світу. Це були адміністративні підрозділи, встановлені в 965 році з метою організації регіональних зборів, так званих фартинг зборів, і регіональних судів.
| Прапор Ісландії | Це незавершена стаття про Ісландію. Ви можете допомогти проєкту, виправивши або дописавши її. |